# Sex & Crime
Sex & Crime ist eine deutsche Kriminalkomödie und das Spielfilmdebüt des Regisseurs Paul Florian Müller aus dem Jahr 2016. Premiere war am 21. Januar 2016 auf dem 37. Filmfestival Max Ophüls Preis. Der Kinostart in Deutschland war am 24. März 2016.

## Handlung
Der erfolgreiche Schriftsteller Theo hat sich von seinem besten Freund Valentin die Wohnung geliehen, um sich dort ungestört mit der attraktiven Kellnerin Mörli treffen zu können, nachdem seine Frau sich von ihm getrennt hat. Mitten in der Nacht ruft er von dort aus mit Panik in der Stimme Valentin an und bittet ihn, schnell zu kommen.
In seiner Wohnung angekommen, sieht Valentin die Kellnerin reglos am Boden liegen. Theo erzählt, dass er sie halb aus Spaß, halb im Streit geohrfeigt habe und sie dabei auf die Tischkante gefallen sei. Er bittet seinen Freund, ihm dabei zu helfen, die Frau zu beseitigen, doch als sich die beiden an die Arbeit machen wollen springt sie auf und flieht ins Obergeschoss. Daraufhin fasst sich der herzkranke Autor an die Brust und sinkt zu Boden.
In Rückblenden wird nun die Vorgeschichte aus verschiedenen Perspektiven beleuchtet und es zeigt sich, dass außer Valentins Frau auch noch ein ehemaliger „Schutzmann“ und dessen Gehilfe „Schneeflocke“ in die Angelegenheit verwickelt sind, in der es um ein einzigartiges Manuskript, hohe Versicherungssummen und Millionen-Schulden geht.

## Produktion
Der Film entstand in Zusammenarbeit mit Sky Deutschland und wird im Fernsehen erstmals auf Sky Cinema HD ausgestrahlt. Gefördert wurde die Produktion von der Film- und Medienstiftung NRW, dem Medienboard Berlin-Brandenburg, der FFA-Filmförderungsanstalt und dem Deutschen Filmförderfonds DFFF.

## Kritik
Der Film erhielt überwiegend sehr positive Kritiken. Verschiedene deutsche Medien heben übereinstimmend die „überraschenden Wendungen“ in der Handlung hervor. Müllers Debütwerk sei ein „atemberaubender Film“ der die Zuschauer – „spektakulär inszeniert“ – „auf amüsante Weise an der Nase herum“ führe.
Rüdiger Suchsland schreibt auf artechock, der Film sei „ein aufregendes Werk, das formal wie in seiner Story die eingefahrenen Grenzen der deutschen Kino-Gemütlichkeit sprengt, das auf Bilderzählung und mitreißende Überraschungseffekte setzt. Klassik verschmilzt mit Pop in diesem an Vorbildern wie Quentin Tarantino und Park Chan-wook geschulten blutigen Ehedrama – das auch endlich ’mal eine wilde Komödie war, ohne Fäkalhumor, dafür mit Wortwitz und Running Gags“.
Harald Mühlbeyer auf Kino-Zeit: „Müller hat nicht nur die – sagen wir mal – Coens und Tarantinos dieser Welt studiert, sondern offensichtlich auch die Originale des Film Noir. Er kondensiert all die Elemente der Schwarzen Serie in seine 75-Minuten-Filmerzählung, fast eine Art Anthologie: Licht und Schatten, lauernde Unmoral, verratenes Vertrauen, der naive straight man, einige femmes fatales, ein perfider Mordplan und diverse Gegenpläne. Und stets eine Atmosphäre der Fragilität, der Brüchigkeit dessen, was bisher als Wirklichkeit gegolten hat“. […] „Mit gutem Gespür für Timing lässt Müller die filmischen Stimmungen wechseln, mal popbunt, dann düster schattig, mal sonnendurchflutet, dann fast monochrom. Er weiß um die Standards, ja, Klischees seines Genres und setzt sie sicher ein“.
Peter Claus berichtet für Getidan vom Max Ophüls Preis: „Riesenjubel – völlig zu recht! – erntete ‚Sex & Crime‘ von Autor und Regisseur Paul Florian Müller. Hier, endlich mal wieder, trumpfen kraft- und saftstrotzende Figuren auf, zeigen Frauen Selbständigkeit und Stärke und werden nicht auf Bettgefährtinnen reduziert.“ […] „Ein Heidenspaß, sehr intelligent, ein Meisterstück!“
Ulrich Sonnenschein von epd Film macht sich für seine Beurteilung der „einzigartig verdrehte[n] Mord-, Raub- und Erpressungsgeschichte“ ein Zitat aus Sex & Crime zu eigen: „Logik, immer die Logik, es kommt doch auf ganz andere Dinge an, auf Stimmung, Dialoge, Subtext..“. Der Film setze auf „situative Komik, auf drastische Gewaltszenen und charmante Darsteller“. Das Timing stimme und die Inszenierung gehe „gekonnt […] mit verschiedenen Zeitebenen um“.
Dass diese effektreduzierte überdrehte „Variante des Kinos eines Michel Gondry“ trotz kleinerer Schwächen „ohne jedes Ärgernis“ funktioniere, liege „vor allem an den Darstellern“.

## Auszeichnungen
Neben dem Max Ophüls Preis war Sex & Crime auch für den Bunte New Faces Award als „Bester Debütfilm“ nominiert.
Die Filmzeitschrift Cinema nominierte Sex & Crime als „bester Film (national)“ und Fabian Busch als "bester Darsteller (national) für den Jupiter Award 2017.